# Maryja Tschelatschowa
Maryja Tschelatschowa (belarussisch Марыя Челачова, russisch Мария Челачова, * 10. September 1993) ist eine belarussische Biathletin.
Maryja Tschelatschowa gab ihr internationales Debüt im Rahmen der Juniorenweltmeisterschaften 2010 in Torsby, wo sie 34. des Einzels, 49. des Sprints und 42. des Verfolgungsrennens wurde. Auch ein Jahr später nahm sie an den Juniorenweltmeisterschaften in Nové Město na Moravě teil, bei denen sie Elfte des Einzels, 28. des Sprints, 16. des Einzels und Fünfte mit der Staffel wurde. Bei den Europameisterschaften 2012 in Osrblie wurde Tschelatschowa zunächst bei den Juniorinnen eingesetzt und belegte den 28. Platz im Sprint und wurde 28. der Verfolgung.
Ihr erstes Rennen bei den Frauen bestritt Tschelatschowa im Rahmen des IBU-Cups 2010/11 in Obertilliach und wurde 68. eines Sprints. Weitere Rennen folgten in der folgenden Saison. Dabei verbesserte erneut in Obertilliach ihre Bestleistung bei einem Sprintrennen auf den 65. Platz. Erste internationale Meisterschaften bei den Frauen wurden die Europameisterschaften 2012 in Osrblie. Dort belegte Tschelatschowa nach Einsätzen bei den Juniorinnen an der Seite von Darja Jurkewitsch, Ala Talkatsch und Darja Nestertschik im Staffelrennen als Schlussläuferin bei den Frauen den fünften Platz.